# Elizabeth Visser
Elizabeth Visser (eigentlich Cornelia Elizabeth Visser, auch bekannt als Cornelia Elizabeth s’Jacob-Visser) (* 26. Mai 1908 in Amsterdam; † 3. August 1987 in Haren) war eine niederländische Althistorikerin und Hochschullehrerin an der Reichsuniversität Groningen. 1947 wurde sie der erste weibliche Lehrstuhlinhaber für Alte Geschichte in den Niederlanden.

## Jugend und Ausbildung
Elisabeth Visser wurde als mittleres von drei Kindern des Zimmermanns Cornelis Visser (1876–1964) und seiner Frau Clara Ernestine Dirksen (1882–1954) geboren. Der Mutter, einer Lehrerin aus Den Haag, war es wichtig, dass ihre Töchter eine gleich gute Ausbildung erhielten wie ihr Sohn, so dass Elizabeth ihre Ausbildung an der HBS (Höhere Bürgerschule) begann. Zwei Jahre später wechselte sie aber, nachdem sie Privatunterricht in lateinischer und griechischer Sprache erhalten hatte, in die dritte Klasse des Amsterdams Lyceum. Nach dem Abitur begann sie 1926 mit dem Studium der Altphilologie bei David Cohen an der Universiteit van Amsterdam, besuchte aber auch Vorlesungen der Ägyptologie an der Universität Leiden. 1932 studierte sie mittels eines Stipendiums des Philologischen Studienfonds bei Wilhelm Schubart in Berlin Papyrologie. Anschließend verbrachte sie einige Monate in Italien und brach von dort aus zu einer Reise nach Ägypten auf. 1938 wurde sie mit einer Arbeit über Götter und Kulte im Ptolemäischen Alexandrien cum laude promoviert.

## Wirken
1946 wurde sie Assistentin David Cohens, der den Holocaust im Konzentrationslager Theresienstadt überlebt hatte und den sie immer als ihren geistigen Vater bezeichnete. Das Jahr 1947 sah sie bereits als angestellte Dozentin für die Kulturgeschichte des Hellenismus. Noch zum Ende desselben Jahres wurde sie mit einem Lehrauftrag für Alte Geschichte sowie griechische und römische Altertumswissenschaften an die Universität Groningen berufen, wo sie bis zu ihrer Emeritierung im Jahr 1976 wirkte, als erster weiblicher Lehrstuhlinhaber bei den Althistorikern der Niederlande. 1964 wurde sie auch die erste Frau auf der Position des stellvertretenden Rektors der Universität Groningen. Ihr Stil wird beschrieben als geprägt von traditionellem, sozial-liberalem Verantwortungsbewusstsein gepaart mit modernen oder konfliktvermeidenden Führungsqualitäten, was zu ihrem Spitznamen Mater et Regina (Königin und Mutter) geführt haben soll. In einigen Publikationen widmete sich Visser auch der Frau und den Beziehungen zwischen den Geschlechtern, so in ihrem Vortrag Die Frau und das Schicksal in der griechischen Literatur. Sie gelangte darin zu dem Schluss, dass „wer auch immer beginnt, das Bild einer Frau in einer bestimmten Zeit der Literatur zu skizzieren, damit endet, das Bild des Mannes in dieser Periode zu zeichnen“. Dem gesellschaftlichen und kulturellen Leben war sie verbunden, so wurde sie Mitglied des Klassischen Instituts, des Vorstandes des Groninger Orchestervereins, der Soroptimisten u. a. und war von 1953 bis 1958 Vorsitzende der Vereinigung von Frauen mit Hochschulausbildung (VVAO).
1974 heiratete sie einen Kollegen der Groninger Universität, den Staatsrechtler und Hochschullehrer Eduard Herman s’Jacob (1905–1987).

## Werke (Auswahl)
- Götter und Kulte im Ptolemäischen Alexandrien (Amsterdam, 1938)
- Het hellenisme (Den Haag, 1946)
- Polis en de stad (Amsterdam, 1947)
- Syracuse weerstaat Athene. Thucydides Historiën, boek VI en VII (Haarlem, 1962)
- Universitas Groningana MCMXIV-MCMLXIV (Redactie, Groningen, 1964–1966)
- Stathmen en parasangen (Groningen, 1964)
- Het beeld van de vrouw in de literatuur (Den Haag, 1967 und 1979²)
- Couperus, Grieken en barbaren (Amsterdam, 1969)
- Geschiedschrijving in Hellas (Groningen, 1974)
- Democratie in Hellas (Groningen, 1975)